# Trachurus japonicus
Trachurus japonicus är en fiskart som först beskrevs av Temminck och Schlegel, 1844.  Trachurus japonicus ingår i släktet Trachurus och familjen taggmakrillfiskar. Inga underarter finns listade i Catalogue of Life.